# Духовний Леонід Самійлович
Духовний Леонід Самійлович (18 липня 1938, Київ — 4 травня 2022) — відомий автор та організатор руху КСП у Києві та за океаном. З 1992 року мешкав в Пало-Альто, США. Автор пісні «А без Подола Киев невозможен».

## З життєпису
Корінний киянин, єврей за походженням (дідусь і бабуся загинули в Бабиному Яру), Леонід Духовний народився і виріс у Києві. Здобував вищу інженерну освіту в Москві. Служив у радянській армії.
У 1960-ті роки повернувся в Київ та почав роботу за інженерною спеціальністю. Брав активну участь у туристичних походах, де виконував жартівливі пісні. За власним свідченням, навчився гри на гітарі ще у 13—14 років від сестри сусідки по комунальній квартирі, тоді ж пробував створювати перші пісні.
Напочатку 1970-х стає одним з організаторів КСП «Костер», ведучим концертів клубу. Пише власні пісні (відомості про їх кількість різниться на порядок: від десятків до 200). Неодноразово ставав жертвою переслідувань влади за свою творчу та організаторську діяльність. Невідомо як це позначалось на інженерній кар'єрі Леоніда Самійловича. Принаймні, є згадки і про звільнення з місць роботи учасників КСП, і про науково-дослідні публікації Л. Духовного та його роботу на керівній посаді одного з профільних НДІ Києва.
На сайтах присвячених авторській пісні Духовний зазначений як лауреат Грушинського фестивалю 1976 року.
Наприкінці 70-х з'явилась ініціатива Союзного КСП, загальнорадянського координаційного органу каеспешного руху. Леонід Духовний представляв у ньому Молдову та Україну (1979—1986 рр.). Існування Союзу КСП припало на найтяжчі роки переслідувань авторської пісні, а завершилось у добу її визнання державною владою.
Найвідоміші пісні з репертуару Духовного: «Давай поговорим о радости и боли…», «Вальс двоих», «Любимая, жду…», пісні про Київ «А мой дедушка родной…» («Подол»), «Євбаз», «Шулявка».
У 1992 році Леонід Самійлович емігрує в США, де скоро створює КСП «Півострів», Асоціацію російськомовних клубів та авторів співаної поезії, проводить на новому континенті фестивалі, організовує концерти.
Напочатку 1990-х авторські права на текст і музику пісні «Без Подола Киев невозможен» довелось обстоювати в суді проти Юрія Морозова, але є інформація про авторство щодо цієї пісні Григорія Бальбера. Така плутанина цілком зрозуміла з огляду на «напівпідпільний» і водночас відкритий для своїх характер творчості бардів (інший відомий приклад — переспів Ю. Шафутинським ряду пісень О. Розенбаума без згадувань автора). Нарешті, пісня «Поділ» належить Леоніду Духовному. Він є справжнім автором цього безсмертного твору і автором оригінальних віршів «Подолу». Існує лист Григорія Бальбера до Леоніда Духовного, де перший скасовує своє, так би мовне, «авторство.» У своєму листі до Леоніда Духовного Григорій чітко пояснює — він особисто ніколи не називав себе автором «А без Подола Киев невозможен» («Подола»).
Загинув 4 травня 2022 року у місті Сан-Франциско, Каліфорнія, в результаті пожежі.